# Erwin Michalski
Erwin Paweł Michalski (ur. 27 czerwca 1912 w Chropaczowie, zm. 28 marca 1983 w Świętochłowicach) – polski piłkarz, prawy obrońca.
Czterokrotny reprezentant Polski. Do 1945 roku grał w Naprzodzie Lipiny, a w latach 1946–1947 był zawodnikiem AKS Chorzów, z którym zdobył 3. miejsce w mistrzostwach Polski.
Po zakończeniu piłkarskiej kariery, był trenerem w lokalnych klubach śląskich. Pochowany został na cmentarzu w Świętochłowicach - Lipinach.

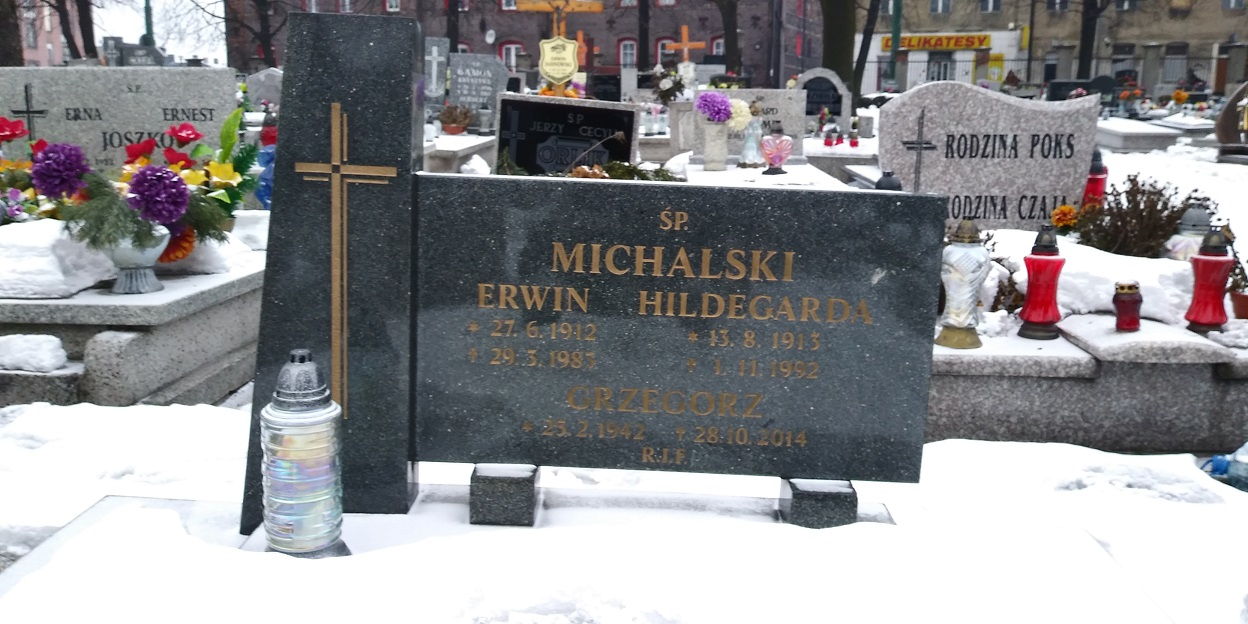

## Mecze w reprezentacji
- 12 maja 1935 Wiedeń, Austria - Polska 5:2 (3:1)
- 18 sierpnia 1935 Katowice, Polska - Jugosławia 2:3 (2:0)
- 15 września 1935 Łódź, Polska - Łotwa 3:3 (0:2)
- 3 listopada 1935 Bukareszt, Rumunia - Polska 4:1 (3:1)